# Órgãos Pequeno
Órgãos Pequeno es una localidad caboverdiana del municipio de São Lourenço dos Órgãos.

## Geografía
La localidad está situada en la isla Santiago.

## Organización territorial
La localidad abarca los lugares y barrios de:
- Assomada
- Badjo Mesa
- Banana
- Barci
- Cutelo
- Latada
- Lém Martins
- Mato Ferreira
- Pé de Subida
- Ribeira Grande